# Сент-Уан-лез-У
Сент-Уа́н-лез-У (фр. Saint-Ouen-le-Houx) — коммуна во Франции, находится в регионе Нижняя Нормандия. Департамент коммуны — Кальвадос. Входит в состав кантона Ливаро. Округ коммуны — Лизьё.
Код INSEE коммуны — 14638.

## Население
Население коммуны на 2010 год составляло 82 человека.
| 1962 | 1968 | 1975 | 1982 | 1990 | 1999 | 2010 |
| ---- | ---- | ---- | ---- | ---- | ---- | ---- |
| 120  | 102  | 73   | 70   | 73   | 70   | 82   |

## Экономика
В 2010 году среди 60 человек трудоспособного возраста (15—64 лет) 31 были экономически активными, 29 — неактивными (показатель активности — 51,7 %, в 1999 году было 80,0 %). Из 31 активных жителей работали 29 человек (16 мужчин и 13 женщин), безработных было 2 (1 мужчина и 1 женщина). Среди 29 неактивных 4 человека были учениками или студентами, 20 — пенсионерами, 5 были неактивными по другим причинам.